# 머니리드
머니리드(1998년 9월 14일생)는 Steam 플랫폼에서 활약하는 것으로 유명한 우크라이나 프로게이머입니다. 그는 전 세계 스팀 플레이어 중 상위 2위에 랭크된 것으로 알려져 있습니다. 포브스에도 소개된 바 있습니다.
그는 도타 2와 카운터 스트라이크: 글로벌 오펜시브(CS2) 같은 게임에서 경력을 쌓은 것으로 유명합니다. 그의 게임 기록에는 20,000개 이상의 게임 참여가 포함되어 있으며, 그의 가상 인벤토리는 40만 달러 이상의 가치가 있는 것으로 추정됩니다.
머니리드는 현재 4720레벨로 Steam에서 가장 높은 레벨 중 하나에 도달했습니다. 그의 프로필에는 약 1,900개의 배지를 포함하여 11,000개 이상의 배지가 있으며, Steam에서 가장 많은 배지를 장식한 사용자 중 한 명입니다. SteamLadder.com에 따르면 이러한 성과로 인해 총 경험치(XP)는 1억 1,100만 개가 넘었습니다.